# Paolo Giordano
Paolo Giordano (* 19. prosince 1982 Turín) je italský spisovatel, který získal prestižní italskou literární cenu Premio Strega, a to díky svému debutovému románu Osamělost prvočísel - v italštině La Solitudine dei Numeri Primi (vydalo nakladatelství Mondadori v roce 2008).

## Biografie
Paolo Giordano se narodil 19. prosince 1982 v Turíně. Povoláním je fyzik a v současné době pracuje na doktorátu z oboru fyziky částic. Osamělost prvočísel, která je jeho prvním románem, se stala v Itálii bestsellerem, když se jí prodalo více než milión kusů. Byla rovněž přeložena do dalších jazyků a zaznamenala úspěch po celém světě. V českém překladu Alice Flemrové byla v roce 2009 vydána nakladatelstvím Euromedia-Odeon.

## Stručný popis obsahu knihy Osamělost prvočísel
Paolo Giordano popisuje dětství a navazující dospělost chlapce, Mattii, a dívky, Alice, kteří byli v raném stadiu života zasaženi traumatickým prožitkem. Alice si odnesla fyzické jizvy po ošklivé nehodě při lyžování, při níž téměř zemřela. Mattia si odnesl citové jizvy po zmizení své sestry-dvojčete, následujícím poté, co ji zanechal samotnou v parku, aby mohl oslavit své narozeniny na prvním a zároveň posledním narozeninovém večírku. Tato traumata se v psychické rovině projeví v jejich pozdějším životě, když Alice trpí anorexií, zatímco Mattia podlehl sebepoškozování spočívajícímu v záměrném způsobování si řezných ran. Ve škole patří oba mezi outsidery, stejně jako se prvočísla vymykají číslům ostatním. Oba žijí osaměle, přičemž se seznámí a vytvoří si mezi sebou zvláštní vztah - velmi blízký, ale nikdy romantický. (V metaforické rovině je tento vztah srovnáván se vztahem mezi páry prvočísel, které jsou neustále spolu a přece se nikdy nemohou dotknout). Když nadaný Mattia získá místo matematika, kvůli němuž se octne tisíce kilometrů od stávajícího domova, zdá se, že vztah s Alicí se nachýlil ke svému konci. Avšak poté, co Alice spatří ženu, která by mohla být Mattiovou sestrou, oba se opětovně setkávají. Ačkoli se bezpochyby vzájemně milují, nejsou schopni své city vyjádřit. Závěr knihy zastihuje obě postavy v okamžiku, kdy se každá vydává znovu svou vlastní cestou.

## Literární cena
- Premio Strega, 2008